# Okręg wyborczy Stirling and Falkirk
Okręg wyborczy Stirling and Falkirk powstał w 1918 r. i wysyłał do brytyjskiej Izby Gmin jednego deputowanego. Okręg obejmował miasta Stirling, Falkirk i Grangemouth w Szkocji. Został zlikwidowany w 1974 r.

## Deputowani do brytyjskiej Izby Gmin z okręgu Stirling and Falkirk
- 1918–1922: John Archibald Murray Macdonald, Partia Liberalna
- 1922–1923: Hugh Murnin, Partia Pracy
- 1923–1924: George McCrae, Partia Liberalna
- 1924–1931: Hugh Murnin, Partia Pracy
- 1931–1935: James Reid, Partia Konserwatywna
- 1935–1948: Joseph Westwood, Partia Pracy
- 1948–1971: Malcolm MacPherson, Partia Pracy
- 1971–1974: Harry Ewing, Partia Pracy